# Pierre Sudreau
Pierre Sudreau (ur. 13 maja 1919, zm. 22 stycznia 2012 w Paryżu) – francuski polityk, minister.

## Życiorys
W okresie od 1 czerwca 1958 do 14 kwietnia 1962 był ministrem budownictwa w trzecim rządzie Charles’a de Gaulle’a i rządzie Michela Debré, a od 15 kwietnia 1962 do 15 października 1962 był ministrem edukacji narodowej w pierwszym rządzie Georges’a Pompidou. W latach 1967–1981 będąc deputowanym do Zgromadzenia Narodowego, należał do grup: PDM (1967-1973), RCDS (1973-1978) i UDF (1978-1981). W latach 1971–1989 sprawował funkcję mera Blois.

## Odznaczenia
- Krzyż Wielki Legii Honorowej